# هيروستراتوس

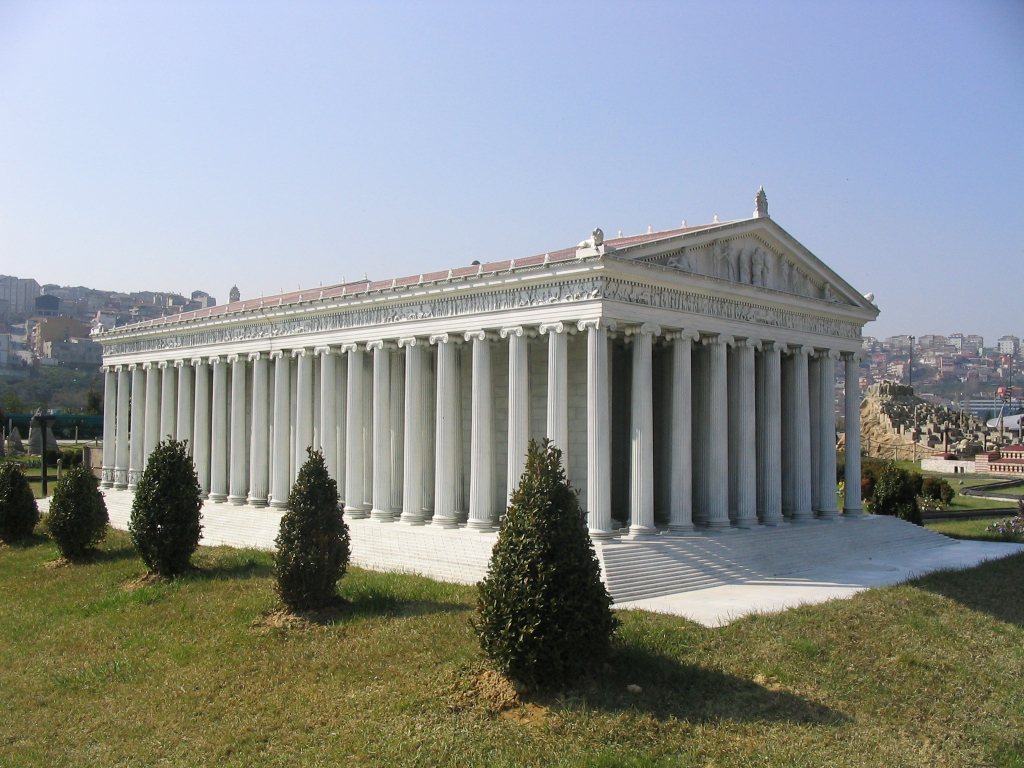
نموذج حديث لمعبد أرتميس في إحدى الحدائق العامة بإسطنبول

هيروستراتوس (باليونانية: Ἡρόστρατος) أو إيروستراتوس هو مشعل حرائق إغريقي عاش في القرن الرابع قبل الميلاد، وكان يسعى للشهرة عن طريق تدمير إحدى عجائب الدنيا السبع القديمة. وقد أدت أفعاله إلى سن قانون يحرم على أي شخص التلفظ باسمه، وصار اسمه علَمًا على كل من يسعى إلى الشهرة بارتكاب جرائم.

## الواقعة
في 21 يوليو 365 ق. م. أشعل هيروستراتوس النار في معبد أرتميس في أفسس ـ الذي كان من عجائب الدنيا السبع القديمة ـ سعيًا للشهرة، ثم أعلن متباهيًا أنه هو الذي ارتكب هذا الفعل ليخلد اسمه. وسعيًا من سلطات أفسس لردع الآخرين عن تكرار فعلته، لم تكتفِ هذه السلطات بإعدامه، بل سعت لطمس ذكراه واسمه بحظر ذكر اسمه، مهددة من يتلفظ باسمه بالموت. غير أن هذا لم يحُل دون بلوغ هيروستراتوس هدفه بعد موته، حيث سجل المؤرخ القديم ثيوبومبوس الواقعة ومرتكبها في كتابه «الهيلينيات».